# Johannes von Gmunden
Johannes von Gmunden (en latín: Johannes de Gamundia) (1380 – 23 de febrero de 1442) fue un astrónomo, matemático y humanista austriaco del siglo XV.

## Biografía
Aunque generalmente se acepta que Johannes nació en Gmunden, también hay indicios de que pudo provenir de Gmünd o de Schwäbisch Gmünd, habiendo estudiado en Ulm durante su juventud, basándose en un documento de 1404 escrito en Ulm firmado por un "Johannes Wissbier de Gamundia". 
Johannes von Gmunden recibió el título de Bellas Artes en la Universidad de Viena en 1406. Entre 1408 y 1412 fue un conferenciante en Viena, enseñando los tratados en Física y Meteorología de Aristóteles, Petrus Hispanus y el Algorismus de minutiis de Jordanus Nemorarius. Cayó gravemente enfermo en 1412, lo que le impidió continuar enseñando.
Johannes también fue reconocido por sus proyectos con modelos funcionales, y claramente producidos por sus estudiantes que crearon instrumentos astronómicos hechos de cartón. Esto permitió que sus estudiantes aprendieran de él la función y el uso del astrolabio. Un claro ejemplo es su célebre astrolabio denominado qui primi mobilis motus deprehendur canones.
En 1415 comenzó estudios en teología, completando su licenciatura en Teología en 1416.
En 1419 realizó la traducción e impartió varias conferencias sobre la obra Algorismus de integris, de Nemorarius, y a partir de 1420 se le permitió restringir su enseñanza al campo especializado de las matemáticas de la astronomía, centrándose en los Elementos de Euclides y De sphaera mundi de Johannes de Sacrobosco. Compiló voluminosas tablas de efemérides con ayuda de sus estudiantes (el libro Historia astronomiae de Johann Friedrich Weidler de 1741 nombra a sus pupilos Georg Pruneck de Ruspach, Georg de Neuenburg, Johannes Schinkel y Johannes Feldner). 
Fue colaborador del astrónomo checo Jan Sindel, junto al cual y al prior del monasterio de Klosterneuburg, Georg Müstinger, fueron los pilares de la primera escuela astronómica de Viena.  
En 1425 fue elegido canónigo de la Catedral de San Esteban, donde fue sepultado al fallecer el 23 de febrero de 1442. Sus manuscritos astronómicos, matemáticos y astrológicos fueron donados a la Universidad de Viena, que más tarde se convirtió en la base de la biblioteca de la Universidad.  
En 1450 su plaza de profesor en la universidad de Viena fue asignada a Georg von Peuerbach. 
El 26 de enero de 1998, un asteroide recibió el nombre (15955) Johannesgmunden en su honor.

## Obras notables
- De sinibus, chordis et arcubus.
- Astrolabii qui primi mobilis motus deprehendur canones (1515).
- Tractatus de Minucijs phisicis.